# Крістіан Браво
Крістіан Браво (ісп. Christian Bravo, нар. 1 жовтня 1993, Ікіке) — чилійський футболіст, нападник клубу «Кобрелоа».
Виступав, зокрема, за клуб «Універсідад де Чилі».
Триразовий чемпіон Чилі.

## Ігрова кар'єра
Народився 1 жовтня 1993 року в місті Ікіке. Вихованець футбольної школи клубу «Універсідад де Чилі». Дорослу футбольну кар'єру розпочав 2010 року в основній команді того ж клубу, в якій провів три сезони, взявши участь в 11 матчах чемпіонату. 
Згодом з 2013 по 2023 рік грав у складі команд «Інтер» (Запрешич), «Гранада Б», «Гранада», «Універсідад Католіка», «Уніон Еспаньйола», «Сан-Луїс де Кільота», «Монтевідео Вондерерс», «Пеньяроль», «Евертон» (Вінья-дель-Мар), «Монтевідео Вондерерс» та «Барнечеа».
До складу клубу «Кобрелоа» приєднався 2024 року. Станом на 26 квітня 2024 року відіграв за команду з Калами 8 матчів в національному чемпіонаті.

## Титули і досягнення
- Чемпіон Чилі (3):

«Універсідад де Чилі»: Апертура 2011, Клаусура 2011, Апертура 2012